# گرگ ایتالیایی
الگو:جعبه جانور
گرگ ایتالیایی ((نام علمی: Canis lupus italicus)) یک زیرگونه از گرگ خاکستری است که بومی شبه‌جزیره ایتالیا و بخش‌هایی از فرانسه، سوئیس و شبه‌جزیره ایبری است. این گرگ نخستین‌بار توسط جانورشناس ایتالیایی جوزپه آلتوبلی در سال ۱۹۲۱ به عنوان یک زیرگونه معرفی شد.

## ویژگی‌های ظاهری
گرگ ایتالیایی از سایر زیرگونه‌های اروپایی کمی کوچک‌تر است. میانگین وزن نرها بین ۲۵ تا ۳۵ کیلوگرم است. رنگ پوشش خاکستری قهوه‌ای با ته‌رنگ زرد یا سرخ است. برخی از آن‌ها دارای لکه‌های سفید روی گلو و سینه هستند.

## زیستگاه
این گرگ بیشتر در رشته‌کوه‌های آپنین و آلپ جنوبی زندگی می‌کند. از زیستگاه‌های اصلی آن می‌توان به پارک ملی آبروتزو، لاتزیو و مولیزه، پارک ملی گران ساسو و دیگر مناطق کوهستانی ایتالیا اشاره کرد.

## رفتار
گرگ ایتالیایی معمولاً به‌صورت جفت یا گروه‌های کوچک زندگی می‌کند. رژیم غذایی‌اش شامل گراز وحشی، گوزن، خرگوش و گاهی دام‌های اهلی است.

## وضعیت حفاظتی
در دههٔ ۱۹۷۰ جمعیت این گرگ به‌شدت کاهش یافت و در آستانهٔ انقراض بود، اما با اجرای قوانین حفاظت از حیات‌وحش در ایتالیا و افزایش آگاهی عمومی، جمعیت آن رو به افزایش گذاشته‌است. هم‌اکنون در وضعیت «کمترین نگرانی» (LC) در فهرست IUCN قرار دارد.

## در فرهنگ
گرگ ایتالیایی در فرهنگ مردم ایتالیا نماد قدرت، استقامت و پیوند با طبیعت محسوب می‌شود. در افسانهٔ رم، دو برادر مؤسس شهر رم یعنی رومولوس و رِموس توسط یک گرگ ماده پرورش یافتند.